# Piedra ostionera

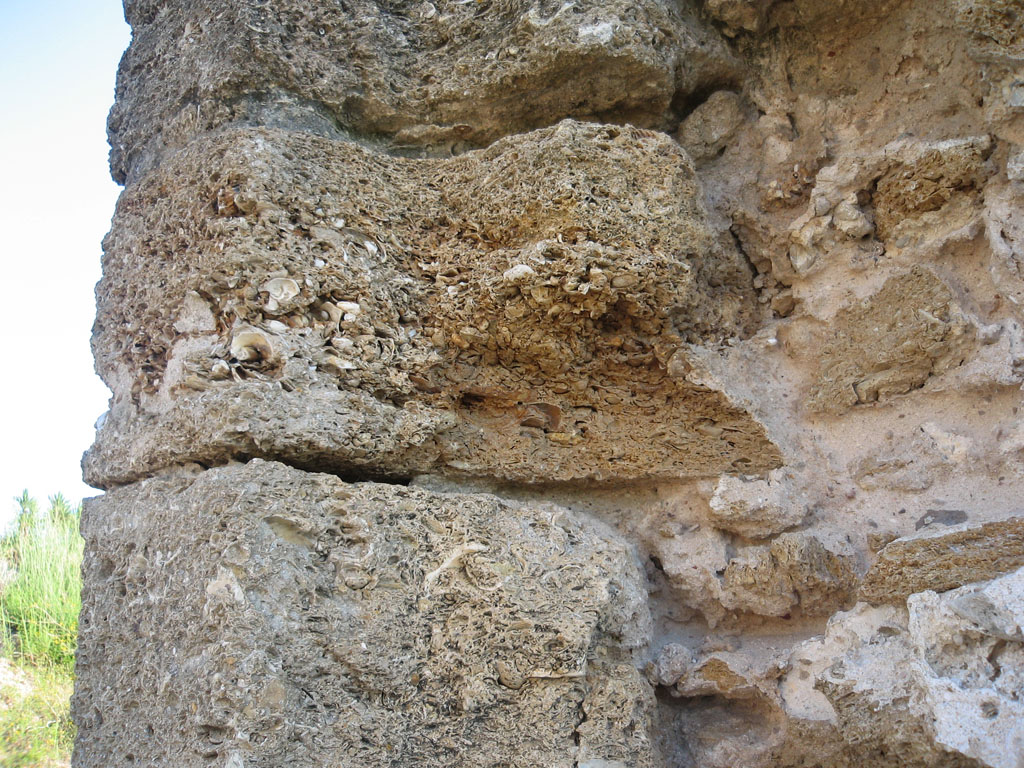
Sillares de piedra ostionera del castillo de San Salvador o baluarte de la Pantista en Sanlúcar de Barrameda.

La piedra ostionera es el nombre local de una roca sedimentaria muy porosa formada por restos de conchas marinas (Glycymeris sp. Ostrea edulis y Pecten sp.) y piedras erosionadas del mar. Es una piedra muy utilizada en la ciudad de Cádiz y en otras localidades cercanas a ella como Puerto Real (donde existía una cantera, que hoy día constituye el parque  natural Las Canteras), El Puerto de Santa María, San Fernando, Chiclana de la Frontera, Rota, Conil de la Frontera, Chipiona y Sanlúcar de Barrameda. El ostión es una especie de ostra, mayor y más basta que la común. El aspecto de la piedra ostionera se define por ser de color marrón, contener trazas de moluscos (conchas, nácar), ser muy porosa y muy áspera. 
La piedra ostionera utilizada en la zona de Cádiz y su bahía ha sido extraída comúnmente de las antiguas canteras, ahora inactivas, de la localidad costera de Puerto Real. Tal fue su utilización e importancia que se empleó en la construcción de la Catedral de Cádiz y del Faro de Chipiona.
|  |  |  |  |  |